# 관우
관우(중국어 정체자: 關羽, 간체자: 关羽, 병음: Guān Yǔ 관위[*], ?~219년)는 중국 후한 말의 무장으로 자는 운장(중국어 정체자: 雲長, 간체자: 云长, 병음: Yúnzhǎng 윈장[*])이다. 의제 장비(張飛)와 더불어 유비(劉備)를 오랫동안 섬기며 촉한 건국에 지대한 공로를 세웠다. 충성심과 의리, 강직한 성품으로 인해 동아시아 문화권에서 가장 잘 알려진 무장으로 손꼽힌다. 한대 이후로 남송의 악비가 등장하기 이전까지 각 중국 사서(史書)에 등장하는 후세 사람들은 '용맹한 자'에 대해 이야기할 때 '반드시' 관우, 장비의 경우를 들어 말하였다고 한다.
충의(충성과 의리)의 화신(化身)으로 중국의 민담이나 민간전승과 전설에서 널리 이야기되었고 나중에는 신격화되어 관제묘(關帝廟)가 세워졌다. 오늘날에도 중국인들이 숭배하는 대상 가운데 하나이다.
명나라 시기 협천호국충의대제(協天護國忠義大帝)로서 황제에 추존되었고, 청나라 시기 신(神)의 시호인 관성제군(關聖帝君)으로 추존되었다. 최종적으론 황제의 시호인 충의신무영우인용위현호국보민정성수정익찬선덕관성대제(忠義神武靈佑仁勇威顯護國保民精誠綏靖翊讚宣德關聖大帝)로 추존되었으며 , 한국에서는 대한제국 고종이 황제의 시호인 현령소덕의열무안관제(顯靈昭德義烈武安關帝)로 추존하였다.

## 생애

### 생애 초반
사례 하동군 해현(解縣) 사람이다. 관우는 관심(關審)의 손자이자 관의(關毅)의 아들이다. 관씨시조인 하나라의 명신 관룡봉(關龍逢)의 후손이고 한간대부 관폐(關敝)[관씨 족보에는 관창(關敞)이라고 전함]의 후손이다. 관우가 고향을 떠나 탁군으로 이주하고 있을 때, 유비가 도당을 모집하는 것을 보고 장비와 함께 찾아가, 그의 호위를 맡았다. 유비는 관우가 현상수배당하는 처지였음에도 불구하고 관우를 보호하기로 결심하고 끝까지 책임지여 언제나 관우와 장비와 함께 한 방에서 같이 지냈으며, 그 정이 형제와도 같았다. 그러나 공적인 장소에서 관우는 장비와 같이 하루 종일 유비 곁에서 호위를 맡고, 유비를 따라 분주하게 돌아다니며 천신만고를 불사하였다.
실제로 관우 자전에서는 그에 대한 기록이 너무나 간결하다. 유비가 공손찬 밑에서 평원의 상(相)이 되었을 때, 장비와 함께 별부사마로 임명되어 부대를 지휘하도록 했다는 기록뿐, 그 후 이야기는 200년까지 건너뛰고 만다. 유비가 서주를 차지하고 있을 때는, 하비 태수의 직무를 대행하기도 하였다.

### 백마 전투
200년 유비가 조조에게 반기를 들어, 서주자사 차주를 죽이자 관우는 하비성을 수비했다. 그러나 유비는 조조에게 패해 하북의 원소 밑으로 도주하고, 관우는 조조에게 사로잡혀 항복했다. 조조는 관우를 후하게 대접하고 편장군에 임명하지만, 관우는 조조 밑에 머물 생각이 없었다.
조조가 장료를 파견해 그의 의중을 떠보았을 때도, 관우는 “조조의 뜻은 알겠지만 나는 유비에게서 많은 은혜를 입어 함께 죽기로 맹세한 사이로 절대 배반할 수 없다. 나는 결코 이곳에 머무르지 않을 터이지만 반드시 수훈을 세워 조조에게 은혜를 갚고 나서 떠날 생각이다” 라고 대답한다.
원소는 “안량(顔良)은 편협해서 폭넓은 지휘권과 재량권을 줘서는 안된다.” 라는 저수(沮授)의 만류를 무시하고, 안량에게 곽도(郭圖)와 순우경(淳于瓊)를 딸려, 조조 휘하의 동군 태수 유연이 지키는 백마진을 공격하도록 했다.
이에 대해 조조는 장료와 관우에게 공격을 명했다. 관우가 멀리서 안량의 군기와 덮개를 보고는 말을 채찍질해 나아가 수만의 군졸 속에서 안량을 찌르고 그 머리를 베어 돌아오니, 원소의 여러 장수들 중에서 능히 당해낼 자가 없었다.
삼국지에 따르면 조조는 천자의 이름으로 관우에게 편장군이라는 관직을 내렸고, 이는 관우가 천자(황제)에게서 받은 첫 관직이었다. 그러나 관우의 마음에는 언제나 유비가 있었다. 원소가 진군하여 양무(陽武)를 지키자, 관우는 원소군에 있는 유비를 찾아 떠났다(삼국지 위서 무제기). 떠날 때 하사품에 봉인을 하고 편지를 보내 이별을 고한 다음 조조의 곁을 떠나 유비에게로 향했고, 조조의 측근이 추적하려고 했지만, 조조는 “사람에게는 각기 주인이 있으니 뒤쫓지 말거라” 라고 타이르며 관우를 조용히 보내주었다.
관우가 조조를 떠나면서, 탄식하며 말하기를 "조공께서 저를 후하게 대해 주셨음을 잘 알고 있습니다. 그러나 저는 유비 장군에게 깊은 은혜를 받았기에 그를 배신할 수는 없습니다" 라고 하였다.
원소와의 전투에서는 안량을 토벌하고 유비의 편지를 받자, 조조 밑을 떠나 유비가 있는 곳으로 달려간다.

### 적벽 대전 이후
적벽 대전에서의 승리 후 유비가 강남의 여러 군을 지배하자, 관우는 양양태수와 탕구장군(蕩寇將軍)에 임명되어 양자강 북쪽에 주둔, 마침내 유비가 익주를 평정하러 나서자 관우는 제갈량과 함께 형주의 수비를 맡았다. 그러나 도중에 유비의 군사 방통이 전사하고, 익주에서 유비가 궁지에 빠지자 제갈량도 익주로 구원하러 나가 관우 혼자 형주에 남게 된다. 익주 평정 후 관우는 형주 군사총독에 임명되고, 3만의 군사로만 형주를 지키겠다고 하였다.
215년 손권은 유비가 익주를 평정한 것을 이유로 형주 반환을 요구하며, 남쪽 3개 군(장사, 영릉, 계양)에 관리를 파견하는데, 관우가 이들을 쫓아냈다. 그래서 손권은 여몽에게 명령해 3군을 공략하고, 익양에서 관우와 대치한다. 이 때 감녕은 단지 300여명의 병력만 가지고 있었는데 노숙이 추가로 증원해준 천여명의 병력을 더하여 강을 사이로 관우와 대치하였다. 이에 관우는 함부로 강을 건너지 못하였고, 땔나무를 엮어 진영을 만들었는데 이것을 관우뢰(關羽瀨)라 한다.
얼마 지나지 않아 관우와 노숙에 의한 담판이 이루어지고, 결국 유비는 조조의 공격에 대비해 3군을 반환했다.
서량의 마초가 유비에게 항복했을 때는 제갈량에게 서신을 보내, 마초의 재능을 물어보았다. 제갈량은 관우의 성품을 잘 알고 답신하길 “마초는 문무를 겸비한 당대의 걸물이나 미염공(美髯公)인 당신께는 미치지 못한다.”라고 하였다. 관우는 이 편지를 받고 기뻐하며 빈객들에게 보여줬다.
또한 삼국지에는 이 시기 다음과 같은 일화를 전하고 있다. 관우는 왼쪽 팔꿈치에 화살을 맞은 적이 있어, 상처가 치료된 후에도 비가 오거나 흐린 날이면 욱신욱신 뼈가 쑤셨다. 의원에게 진찰을 받아보니, “화살촉에 묻어 있던 독이 스며들고 있으므로 뼈를 깎아 독을 제거하지 않으면 안 된다”라고 판명되어 절개 수술을 행한다. 관우는 수술 중에도 연회를 즐기며 마량과 바둑을 두는 중 피가 가득 쏟아져 나와도, 태연하게 담소했다고 한다.

### 말년
219년 유비가 한중왕에 올랐을 때 관우는 전장군에 임명되었다. 관우는 번성(樊城)을 공격하여 우금(于禁)을 생포하고 방덕을 참수했다. 이 사건으로 우금이 조조에게 비난을 듣는다. ("그대는 누구시오? 40년 동안 날 따른 사람은 아니겠지? 난 방덕은 아오만 그대는 모른다네, 어찌 목숨이 아까워 주인을 버린단 말이냐?")그 사이 손권은 형주를 손에 넣을 기회로 보고 조조에게 관우를 치겠다는 사자를 보내고, 여몽이 병에 걸렸다며 형주로부터 소환하는 척하면서 은밀히 전쟁 준비를 하였다. 이때 관우는 참으로 난처한 상황에 직면했는데 우금을 생포하고 있는 상황에서 우금과 그 부하들이 먹는 식량 때문에 골치를 썩었다. 우금의 부하들이 먹어치우는 군량 때문에 관우의 군량은 점점 바닥을 드러내기 시작했다. 결국 관우는 식량 문제를 해결하기 위해 전군을 번성으로 동원하고 손권의 영토인 상관(湘關)의 군량을 털었다. 그리고 이것은 손권으로 하여금 관우를 토벌할 이유를 제공하고 말았으며, 마침내 손권이 여몽을 선봉으로 삼아 관우의 배후를 쳤다.
손권은 당시 관우의 수하로 강릉을 지키고 있던 미방 등을 회유하고 관우를 기습하여 남군을 점령하였다. 이 때 관우는 번성과 양양성을 포위하고 있으나 조인을 지원하기 위해 온 서황에게 패배하고 번성의 포위를 풀었다. 이때 남군이 손권의 손에 넘어갔다는 말을 들은 관우는 양양의 포위도 풀고 손권과 싸웠으나, 여몽의 계략으로 병사들이 전의를 잃어 제대로 싸우지 못하고 맥성으로 달아났다. 포위에서 빠져나오기 위해 손권에게 거짓 항복도 시도해 보았으나 간파당했고, 몰래 달아나려 했으나 주연 · 반장 등의 포위에 걸려 그의 아들 관평, 사마 조루와 함께 반장의 부장 마충에게 사로잡혀서 거의 즉시 참수당했다. 관우의 죽음은 결과적으로 이릉 전투를 야기시켰으며, 유비와 장비의 죽음에 직간접적인 원인이 되었다.
유비는 관우를 장목후(壯繆侯)로 봉하고, 그 아들인 관흥이 관우의 작위를 계승하게 하였다. 이 이후 촉한의 황제 유선이 등애에게 항복하자마자, 관이 등 관흥의 후손들은 이때 방덕의 아들로서 종회(鍾會)의 부장으로 참전한 방회(龐會)에게 전원 잡혀가서 한 명도 남김없이 멸문되었다. 이 때문에 관우의 후손은 아무도 없는 것으로 알려졌으나, 최근에 관우의 67대손인 관중진(關忠金, 관충금)을 찾아서 화제가 되기도 했었다. 관중진은 한국 전쟁에서 중국인민지원군의 일원으로 참전했었다. 사실 관평의 후손들이 관우와 관평이 포로로 잡힌 후 참수된 이후에도 형주지역에서 계속 살아있었고 그들의 후손이 관중진이었던 것이다.

## 삼국지연의에서의 관우
나관중이 지은 삼국지연의에서는 관우가 162년에 태어났다고 설정되어 있으며, 유비, 관우, 장비 3인이 도원결의로서 의형제를 맺었다고 묘사한다. 반동탁 연합군이 낙양에서 동탁과 전투를 벌일 때 유비의 휘하에 있던 관우는 조조의 허락을 받아 사수관에서 술이 식기전에 화웅을 죽였다. 이후 호뢰관에서 유비,장비와 함께 여포를 상대하여 활약을 이어간다. 이후 관우는 관해의 침략을 받은 공융을 구해달라는 태사자의 요청에 유비와 함께 참전, 관해를 죽이고 북해를 구한다.
조조와 유비가 허도에서 사냥을 나갔을 때 헌제 앞에서 무례한 행동을 하자 관우는 분노하여 조조를 죽이고자 했으나 유비의 만류로 실행하지 못한다. 유비가 서주자사 차주를 죽이자 관우는 하비를 맡아 지킨다. 조조가 서주를 공격하자 유비는 원소에게로 달아났고, 관우는 유비의 두 부인을 지키기 위해 조조에게 ‘조조가 아니라 한나라 황실의 천자에게 항복한다’, ‘유비의 부인 등을 보호한다’, ‘유비가 있는 곳을 아는 대로 다시 떠난다’는 세가지 조건을 내건 후 항복한다.

### 원소군 격파에 혁혁한 조력
이후 조조를 위해 원소군의 안량과 문추를 죽이는 공을 세운다. 이 공로로 조조는 관우를 한수정후(漢壽亭侯)로 봉하고 많은 상을 내렸지만, 결국 관우는 유비에게로 돌아간다. 이 과정에서 조조군의 5개의 관문을 돌파하고 6명의 장수를 참살하는데 이 장면은 오관참육장(五關斬六將)이라 불린다.

유비와 손권이 조조에 맞서 연합군을 형성했을 때 관우는 적벽대전에서 대패한 후 화용도로 도망가는 조조를 정에 얽매여 그냥 놓아주고 만다. 제갈량은 이를 미리 예측하고 있었지만 “조조의 운명이 아직 다하지 않으므로 관우에게 의리를 갚게 해도 좋다”라고 말하여 관우를 출진하도록 한다. 그리고 관우가 아무런 공도 세우지 못한 채 귀환하자 규율상 제갈량은 “서약에 따라 목을 치겠다.”라고 명령하는데, 유비가 이를 가로막았다.
유비가 형주를 평정할 때 관우는 장사를 공격하여 태수 한현 수하에 있던 황충과 맞서 싸운다. 이후 위연의 도움으로 장사를 점령하게 된다. 이후 관우는 유비가 촉을 공격하는 동안 형주를 맡아 지키게 된다. 유비가 한중을 취하자 군사를 일으켜 번성의 조인을 공격하였고, 조인을 구원하러 온 우금과 방덕을 장맛비를 이용한 수공으로 생포한다. 그리고 방덕은 참수된다
방덕과의 대결에서 방덕이 쏜 활에 맞은 부상을 치료하기 위해 명의 화타의 도움을 받는다. 이 과정에서 뼈를 긁어내며 치료를 함에도 불구하고 아무렇지도 않게 고기를 먹으며 바둑을 둔다. 이후, 손권군의 여몽의 급습에 의해 본거지인 형주를 빼앗기고 심리전에 의해 군사가 와해되어 맥성(麥城)으로 후퇴한 관우는 요화(寥化)를 상용(止庸)의 유봉과 맹달에게 구원병을 요청한다. 그러나 구원병은 오지 않았고 이후 동오의 제갈근이 찾아온다. 제갈근은 손권에게 항복하여 함께 일하자고 권유한다. 그러나 관우는 유비의 은혜를 잊지 못하고 이를 뿌리친다. 이후 관우는 조루의 건의에 따라 북문의 포위를 뚫고 익주(益州)로 가기로 한다. 그날 밤, 관우는 양자 관평, 조루와 함께 탈출을 시도한다. 그러나 곳곳에 매복된 오군의 공격을 받아 조루는 난전 중에 죽는다. 그 후,관우는 미리 매복하고 있던 반장의 부하 마충에게 사로잡히고 뒤따르던 관평 또한 반장의 부하들에게 사로잡히게 된다. 관우는 손권에게 끌려가 항복을 권유받으나 "옥은 깰 수 있으나 그 흰빛을 바꿀수 없고, 대나무는 태울 수 있으나 그 곧음을 꺾을 수 없소이다"라고 하며 죽기를 원하였고 결국 관우와 관평은 참수된다.
관우 사망 후 손권의 축하를 받던 여몽에게 관우의 혼이 씌어 여몽이 몸의 일곱 구멍으로 피를 흘리며 죽는다. 손권은 관우를 벤 것에 대한 유비의 보복을 두려워하여 머리를 조조에게 보내었다. 조조는 관우의 머리를 보며 인사를 하다, 갑작스레 눈을 뜬 관우를 보고 크게 놀란다. 이에 조조는 나무를 깎아 관우의 머리를 정성스레 붙여주었다고 묘사되어 있다.

### 청룡언월도와 적토마
키가 9척(약 2m7cm), 수염 길이가 2자(약 46 cm)이며, 얼굴이 홍시처럼 붉고, 기름을 바른 듯한 입술, 붉은 봉황의 눈, 누에가 누운 듯한 눈썹 등의 풍모로 묘사된다. 여기에 대장간에서 특수 제작한 무게 82근(한나라 때 1근 = 223g, 82근 = 18 kg 286g)이 나가는 청룡언월도가 추가되어, 오늘날의 관우상이 완성된다. 삼국지연의에서 나관중이 관우의 무기로서 꾸며 만들어낸 이야기이다. 정사 삼국지와 중국 남북조 양나라 때 쓰여진 고금도검록이라는 서적 등을 참고하자면 관우의 무기는 언월도가 아닌 그냥 일반 칼, 대도, 삭, 모 등이 있었던 것으로 보인다.
관우는 유비에게 총애(寵愛)를 받아 목숨을 아끼지 않았다. 몸소 도산(陶山, 오나라 회계군 지역의 명산)의 철(鐵)을 캐서 칼 두 자루(쌍도)를 만들고 (거기에) '만인적 (萬人敵)'이라는 이름을 새겼다. 그러나 전투에서 패하자 그는 칼을 아끼는 마음에 물 속에 던졌다.— 도홍경(陶弘景), 고금도검록(古今刀劍錄)

삼국지연의에는 조조가 여포로부터 몰수한 적토마를 관우에게 주었으며, 관우가 패하여 생포당하자 적토마도 먹지도 마시지도 않다가 관우와 같이 죽었다는 이야기가 있다. 그러나 사료에는 적토마의 행방에 대한 구체적인 언급이 없으며, 실제로 조조가 관우에게 주었다고 해도 말의 수명을 고려했을 때 오래 살았다고 보기 힘들다.

## 평가
관우, 장비는 모두 만인지적(萬人之敵)이라 칭해진 당세의 호신(虎臣-범 같은 신하)이었다. 관우는 조공(曹公)에게 보효(報效-힘써 보답함)하고 장비는 의(義)로써 엄안(嚴顔)을 놓아주었으니 아울러 국사(國士)의 풍모가 있었다. 그러나 관우는 강이자긍(剛而自矜-굳세고 자부심이 강함)하고 장비는 폭이무은(暴而無恩-난폭하고 은혜롭지 않음)하여 자신의 단점으로 인해 패망하게 되었으니 이수(理數-도리,이치)의 상례로다. — 《삼국지》, 〈촉서 관우전〉

 관우(關羽)와 장비(張飛)는 무용이 뛰어나며, 몸을 바쳐 세상을 바르게 하고, 주상을 봉대하였으며, 기세는 호랑이처럼 장렬하였다. 주상의 좌우를 지키며, 전쟁터로 번개처럼 달려나가 격투하여 주상의 곤란함을 구하고 대업을 도왔다. 한신(韓信)ㆍ경감(耿弇)과 공적을 비교하면 그들과 명성과 덕을 나란히 말할 만하다. 그렇지만 사람들과 교제하거나 대응함에 있어서는 무례하고, 아울러 흉악한 일을 초래하게 되었다. 그들의 얕은 생각과 몸을 훼손시키며 나라를 구한 태도를 애도한다. — <계한보신찬>

 당초 장비의 웅장위맹(雄壯威猛)은 관우에 버금갔으므로 위(魏)의 모신(謀臣) 정욱(程昱) 등이 모두 관우와 장비를 칭하길 만인지적(萬人之敵-만인을 대적할 만한 사람)이라 했다. — 《삼국지》, 〈촉서 장비전〉

 관우는 성정이 포악하고 호승심이 매우 강하다. 아무리 동맹이지만 최대한 빨리 죽여야 한다.— 《삼국지》, 〈오서 여몽전〉

- 정욱은 "관우와 장비는 모두 1만 명을 상대할 수 있다"라고 평했다.
- 곽가 또한 "장비(張飛)와 관우(關羽)는 모두 만인지적(萬人之敵, 만 명에 필적할 만한 인물)으로 유비를 위하여 사력을 다한다"라고 평했다.
- 주유는 "곰과 호랑이 같은 장수"라 평하며 "관우와 장비 이 두 사람을 나누어 각기 한쪽에 배치하고 저 같은 자로 하여금 그들을 지휘하여 싸우게 한다면 대사는 안정될 수 있을 것"이라고 말했다.
- 유엽은 "관우(關羽)와 장비(張飛)는 삼군(三軍)을 뒤덮을 만한 용맹"을 지녔다고 평하며, 관우가 죽은 이후에는 "촉나라는 작은 나라일 뿐이며, 명장(名將)으로는 오직 관우만 있었을 뿐"이라고 말했다. 또한 유비와 관우의 관계에 대해서는 "도의상으로는 군신(君臣) 관계지만, 은혜는 마치 부자(父子)의 관계"라고 말했다.
- 마초가 유비의 휘하에 처음 들어왔을 때의 일이다. 관우는 제갈량에게 마초에 대해 물었다. 이에 제갈량은 마초에 대해 평하기를 "마초는 문무를 겸비한 천하의 재원이지만 관공보다는 못한 장수"라 답장을 보냈다. 이에 관우는 제갈량의 답장을 빈객들에게 보여주며 자랑했다.
- 여몽은 "지금 동서(유비와 손권)가 비록이 한 집안이 되었으나, 관우는 실로 곰과 범 같은 장수인데 어찌 계획을 미리 정하지 않을 수 있습니까?"라고 말했다.
- 온회는 "관우는 용맹하여 전쟁을 잘 하므로, 승기를 잡아 진군해 오면 반드시 근심이 될 것"이라고 경고했다.
- 배잠은 "관우는 효예(驍銳)하여 유리한 형세로 진군하면 장래의 위험이 된다"고 평하였다.

## 무력
삼국지 정사 저자 진수와 조조군의 참모였던 곽가, 정욱 등은 관우를 장비와 더불어 "만인지적(萬人之敵)이라 칭해진 당세의 호신(虎臣-범 같은 신하)"이라 평하였고, 주유나 유엽 같은 당대 명사들 역시 그의 남다른 용맹을 높이 평가하였다.
또한, 실제 역사를 기록한 삼국지 정사에서는 삼국지 연의와는 달리 장수들 간의 일대일 대결이 거의 등장하지 않는데, 관우가 안량을 무찌른 싸움은 분명히 기록되어 있다.
 원소가 대장(大將) 안량(顔良)을 보내 동군(東郡)태수 유연(劉延)을 백마(白馬)에서 공격하자, 조공은 장료(張遼)와 관우를 선봉(先鋒)으로 삼아 이를 공격하게 했다. 관우는 안량의 휘개(麾蓋-병거에 달린 대장기 덮개)를 멀리서 보고 말을 채찍질해서 달려가 많은 병사들 사이에서 안량을 찌르고(刺) 그 수급을 베어 돌아왔다. 원소의 제장(諸將)들 중 당해 낼 자가 없었고 마침내 백마의 포위를 풀었다. 조공(曹公)이 표를 올려 관우를 한수정후(漢壽亭侯)에 봉했다. — 《삼국지》, 〈촉서 관우전〉

## 숭배의 대상이 된 관우

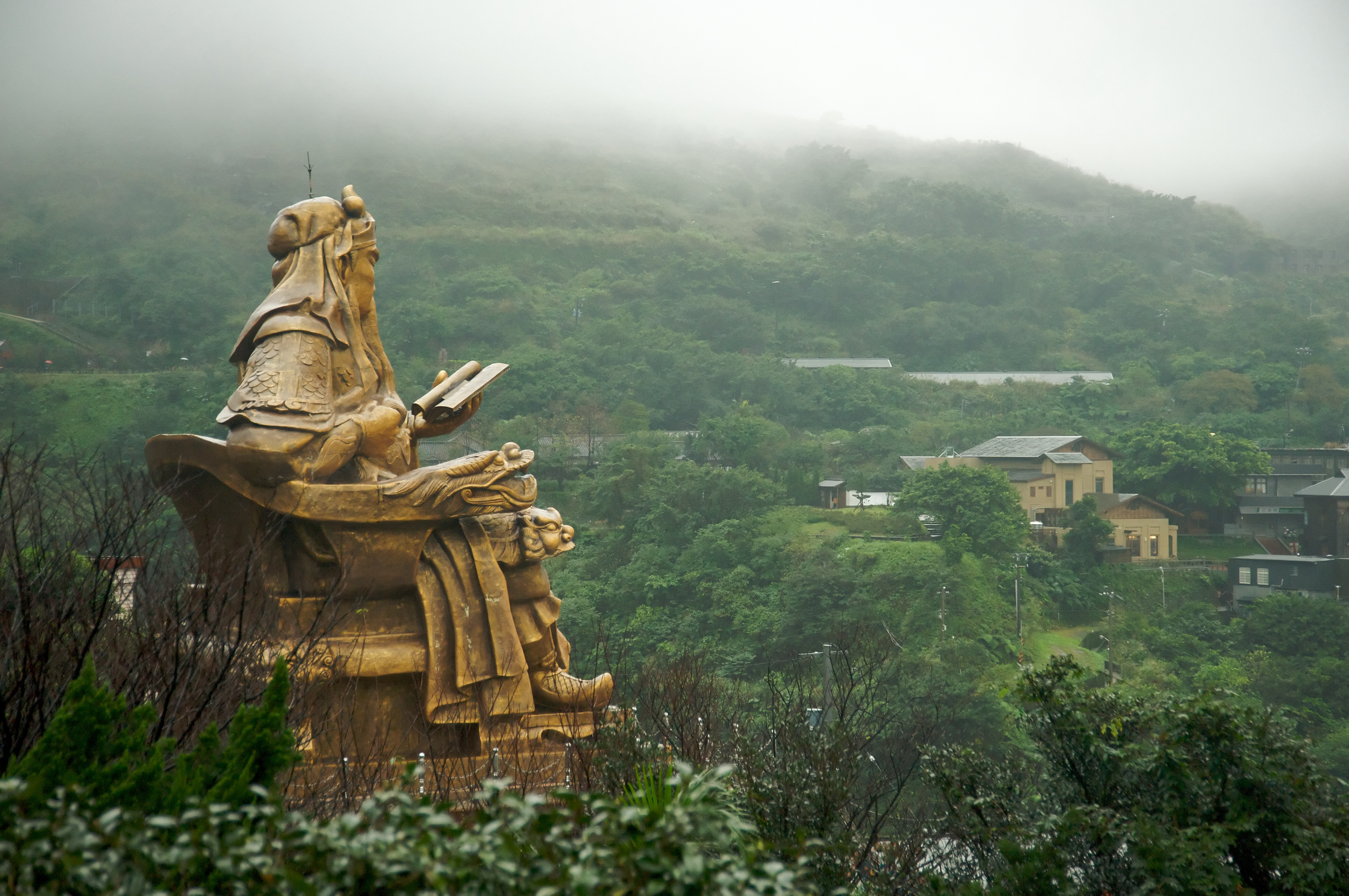

도교에서는 관우를 신격화하여 전쟁의 신인 관성제군(關聖帝君)이라 부른다. 공자의 사당을 문묘(文廟)라고 하듯이, 관우의 사당을 무묘(武廟)라 하여 관우는 무의 화신으로 추앙받는다. 관우가 황제(관성대제)를 넘어서 신으로 추대된 이후에 중국 후대 왕조의 황제들은 자신들의 이름이 관우와 겹치지 않도록 하기 위해 스스로 피휘(避諱)를 하였다. 중국인들이 관우를 차라리 운장이라고 부르거나 굳이 굳이 관공(關公)이라고 하는 이유도 이 때문이다. 관제묘가 사당 형식으로 처음 세워진 것은 명나라 말기인 1594년으로, 명나라가 자신들의 임진왜란 출정 때 이긴것을 관장군의 덕이라고 여겨서 세워져 중국 대륙 각지, 나아가 대만, 홍콩, 한국, 일본 등지에도 관제묘가 세워졌다. 우리나라에는 관왕묘나 혹은 관제묘라고 하며 주로 충청도, 경상도 지방에 몇몇 있다. 서울시 종로구에 숭인동에 위치한 "동관왕묘"가 바로 이 관왕묘 중 하나이다. 이 관왕묘에는 관우를 죽인 여몽의 성과 같은 여(呂)씨와 육손의 성과 같은 육(陸)씨가 들어오면 아무 이유없이 죽는다고 하는 전설이 있다.

## 역대 시호와 봉호
한편, 중국의 역대 황제에게는 충의의 화신인 관우는 무조건적 충성의 좋은 본보기였기에 관우를 우대하고 여러 시호를 봉했다. 그 종류는 아래와 같다.
| 나라     | 황제          | 연대              | 봉호 |
| -------- | ------------- | ----------------- | --- |
| 후한     | 후한 헌제     | 199년(건안 4년)   | 한수정후(漢壽亭侯) |
| 촉한     | 촉한 소열제   | 221년(장무 원년)  | 탕구장군(蕩寇將軍), 전장군(前將軍) |
| 촉한     | 촉한 후주     | 258년(경요 원년)  | 장목후(壯繆侯) |
| 촉한     | 촉한 후주     | 263년(염흥 원년)  | 의용장목후(義勇壯繆侯) |
| 수       | 수 문제       | 581년(개황 원년)  | 충혜공(忠惠公) |
| 북송     | 북송 휘종     | 1104년(숭녕 3년)  | 숭녕지도진군(崇寧至道眞君) |
| 북송     | 북송 휘종     | 1107년(대관 2년)  | 무안왕(武安王) |
| 북송     | 북송 휘종     | 1107년(대관 2년)  | 소열무안왕(昭烈武安王) |
| 북송     | 북송 휘종     | 1123년(선화 5년)  | 의용무안왕(義勇武安王) |
| 남송     | 남송 고종     | 1128년(건염 2년)  | 장목의용무안왕 (壯繆義勇武安王) |
| 남송     | 남송 효종     | 1187년(순희 14년) | 장목의용무안영제왕 (壯繆義勇武安英濟王) |
| 원       | 원 문종       | 1328년(천력 원년) | 현령의용무안영제왕 (顯靈義勇武安英濟王) |
| 원       | 원 문종       | 1331년(지순 2년)  | 제천호국대장군, 검교상서, 수관회남절도사 (齊天護國大將軍 檢校尙書 守管淮南節度使), 겸산동하북사문관초토사, 겸제조제궁신, 무분지처검교관 (兼山東河北四門關招討使 兼提調諸宮神 無分之處檢校官), 중서문하평장정사, 개부의동삼사, 가전도통군 (中書門下平章政事 開府儀同三司 駕前都統軍) 무녕후, 장목의용무안영제왕, 호국숭녕진군 (無佞侯 壯穆義勇武安英濟王 護國崇寧眞君) |
| 명       | 명 태조       | 1394년(홍무 27년) | 전장군수정후(前將軍壽亭侯)로 강봉. |
| 명       | 명 신종       | 1578년(만력 6년)  | 협천호국충의대제 (協天護國忠義大帝) |
| 명       | 명 신종       | 1613년(만력 42년) | 삼계복마대제신위원진천존관성제군 (三界伏魔大帝神威遠鎭天尊關聖帝君) |
| 명       | 명 의종       | 1630년(숭정 3년)  | 진원현응소명익한천존 (眞元顯應昭明翼漢天尊) |
| 청       | 청 세조       | 1652년(순치 9년)  | 충의신무관성대제(忠義神武關聖大帝) |
| 청       | 청 세종       | 1725년(옹정 3년)  | 증조부는 광소공(光昭公)으로, 조부는 유창공(裕昌公)으로, 부친은 성충공(成忠公)으로 추존. |
| 청       | 청 세종       | 1725년(옹정 3년)  | 전국 각지에 관묘를 세울 것을 지시. 공자의 제사와 같이 봄, 가을에 성대히 문무백관이 참석한 가운데 제사를 행함. 관우를 주신으로 국가적인 제사가 행해지기 시작. |
| 청       | 청 고종       | 1736년(건륭 원년) | 산서관부자(山西關夫子) |
| 청       | 청 고종       | 1767년(건륭 31년) | 존호 영우(靈佑) 추가 |
| 청       | 청 인종       | 1813년(가경 18년) | 존호 인용(仁勇) 추가 |
| 청       | 청 선종       | 1828년(도광 8년)  | 충의신무영우인용위현관성대제 (忠義神武靈佑仁勇威顯關聖大帝) |
| 청       | 청 문종       | 1855년(함풍 5년)  | 충의신무영우인용위현호국보민정성수정관성대제 (忠義神武靈佑仁勇威顯護國保民精誠綏靖關聖大帝) |
| 청       | 청 문종       | 1855년(함풍 5년)  | 증조부는 광소왕(光昭王)으로, 조부는 유창왕(裕昌王)으로, 부친은 성충왕(成忠王)으로 다시 추존. |
| 청       | 청 덕종       | 1879년(광서 5년)  | 충의신무영우인용위현호국보민정성수정익찬선덕관성대제 (忠義神武靈佑仁勇威顯護國保民精誠綏靖翊讚宣德關聖大帝) |
| 대한제국 | 대한제국 고종 | 1902년(광무 6년)  | 현령소덕의열무안관제 (顯靈昭德義烈武安關帝) |

## 관우의 친족관계
- 관우
  - 관평 (장남, 연의에서는 양자이나 정사에서는 아님)
    - 관월 (손자)
      - 조씨녀 (며느리)

    - 조운 (사돈)

  - 관흥 (차남)
    - 관통 (손자)
    - 관이 (손자)

  - 관색 (연의에서의 삼남, 가공인물이다.)
  - 관은병 (딸, 가공인물이다.[16])
  - 관승 (수호전에서의 직계후손, 가공인물이다.)

## 대중 문화

### 관우를 연기한 배우
- 관더싱 - 영화 《관공월하석초선》(1956년), 영화 《관공천리송수》(1957년)
- 징화헝 -  영화 《유비과강초친》(1957년)
- 딩창 - 영화 《도원삼결의》(1968년)
- 양췬 - 영화 《무성관공》(1969년)
- 랑슝 - 드라마 《무성관공》(1974년)
- 류즈룽 - 드라마 《삼국춘추》(1976년)
- 리룽화 - 드라마 《관공보수과오관》(1984년)
- 관쥔 - 드라마 《제갈량》(1985년)
- 정레이 - 드라마 《제갈량》(1985년)
- 허우사오쿠이 -  드라마 《삼국지: 관공》(1989년)
- 인양밍 - 드라마 《의신화타》(1992년)
- 루수밍 - 드라마 《삼국연의》(1994년)
- 거우펑 - 드라마 《관공》(1996년)
- 마취안라이 - 영화 《제갈공명》(1996년)
- 왕웨이궈 - 영화 《초시공애》(1998년)
- 바썬 - 영화 《적벽대전: 거대한 전쟁의 시작》(2008년)
- 위룽광 - 드라마 《삼국》(2010년)
- 전쯔단 - 영화 《삼국지: 명장 관우》(2011년)
- 장이췬 - 드라마 《조조》(2014년)

## 기타
- 대한민국의 보물 제142호인 동묘(東廟)는 관우에게 제사를 지내는 묘로서 원래 명칭은 동관왕묘(東關王廟)라 하며 선조 34년인 1601년에 건립돼 1963년 보물로 지정됐다.

이전에는 조선에서 관우에게 제사를 지내지 않았으며 관우 숭배 사상은 임진왜란때 조선에 출병 온 명나라 군사들로부터 전해진 것이다.

- 관우(關羽)가 신(神)으로 추대(推戴)된 이후, 중국 후대 왕조의 황제(皇帝)들은 자신들의 이름이 관우와 겹치지 않도록 하기 위해 스스로 피휘(避諱)를 하였다.[18]

- 제갈량의 관우 제거설이 유명하다.[19] 관우는 관도전투에서 조조 편에서 원소의 상장 안량을 죽였고, 적벽대전에서 적장 조조를 일부러 죽이지 않았는데,[20] 관우가 최후를 맞이하던 순간에는 죽음을 피하는 길이 조조가 적장 관우를 일부러 살려주는 방법 밖에[21] 없었기 때문이다.

- 판소리 12마당에 속하는 《적벽가(赤壁歌)》에는 너그러운 관운장이 조조를 살려준다며 관우를 덕장(德將)으로 칭송하는 대목이 나온다. 관우를 너무 긍정적으로만 평가한 노랫말이므로 서주 대학살 등이 촉나라가 멸망 후 축소, 은폐된 부분도 간과하지 않고 받아들여야 한다.

## 같이 보기
- 삼국지
- 삼국지연의
- 청룡언월도
- 적토마
- 관성제군